# Boston Spaceships
Boston Spaceships è una rock band statunitense fondata da Robert Pollard con Chris Slusarenko dei Guided By Voices e John Moen dei The Decemberists e Perhapst. Il nome deriva da un soprannome che Pollard aveva dato a una ciambella alla crema venduta in un locale di Boston. La band ha pubblicato 5 album prima di sciogliersi nel 2011.

## Storia
Dopo aver posto termine nel 2004 al gruppo dei Guided by Voices, Robert Pollard si impegnò in una prolifica attività da solista oltre a fondare una propria etichetta, la Guided by Voices Inc. Nel 2008, insieme a Chris Slusarenko e John Moen, fondò una nuova band; lo stesso anno venne pubblicato il primo album, Brown Submarine, seguito nel 2009 da altri due, The Planets Are Blasted e Zero to 99, tutti pubblicati sempre dalla Guided by Voices Inc.; seguì poi Our Cubehouse Still Rocks nel 2010 e, dopo una pausa temporanea, il gruppo si riunì nel 2011 per registrare Let It Beard; alla registrazione di quest'ultimo album partecipò anche Colin Newman dei Wire, J Mascis dei Dinosaur Jr., Steve Wynn dei Dream Syndicate e Mick Collins dei Dirtbombs. Pollard poco dopo sciolse la band. Nel 2012 venne pubblicato una raccolta antologica con una selezione dei migliori brani, Greatest Hits of Boston Spaceships.

## Discografia
Album di studio
- 2008 – Brown Submarine
- 2009 – The Planets Are Blasted
- 2009 – Zero to 99
- 2010 – Our Cubehouse Still Rocks
- 2011 – Let It Beard

Compilation
- 2012 – Out of the Universe by Sundown: The Greatest Hits of Boston Spaceships (Fire Records)

Singoli
- 2008 – Headache Revolution (7" – Happy Jack Rock Records)
- 2008 – You Satisfy Me (7" – Happy Jack Rock Records)

EP
- 2010 –  Camera Found The Ray-Gun (EP – Jackpot Records)

Dal vivo
- 2009 –  Licking Stamps And Drinking Shitty Coffee – Boston Spaceships Live in Atlanta